# Achaeopsis ramusculus
Achaeopsis ramusculus är en kräftdjursart som först beskrevs av Baker 1906.  Achaeopsis ramusculus ingår i släktet Achaeopsis och familjen Inachidae. Inga underarter finns listade i Catalogue of Life.